# Émile Henry

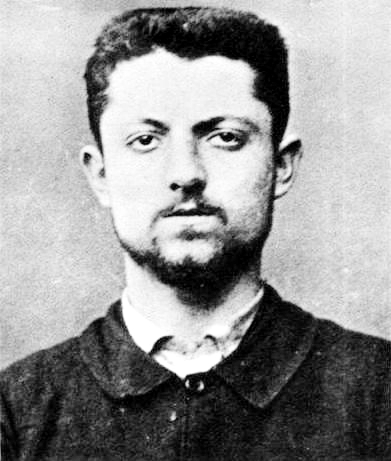

Émile Henry (ur. 26 września 1872 w Barcelonie, zm. 21 maja 1894 w Paryżu) – francuski anarchista. Organizator dwóch zamachów bombowych w Paryżu, skazany na śmierć i zgilotynowany.
Pochodził z rodziny o lewicowych tradycjach, jego ojciec uczestniczył w Komunie Paryskiej i został za to zaocznie skazany na śmierć. Zdołał jednak uciec do Hiszpanii, skąd wrócił dopiero po ogłoszeniu w 1882 amnestii. Brat Émile'a, Jean Charles, również był działaczem anarchistycznym. 
Henry był znakomitym uczniem w szkole średniej, nie zdał jednak egzaminów wstępnych na paryską politechnikę. Nie był zrzeszony w żadnej organizacji anarchistycznej, choć otwarcie sympatyzował z tym ruchem. 8 listopada 1892 podłożył bombę w komisariacie policji przy ul. Bons-Enfants. Eksplozja zabiła wówczas 5 osób. 12 lutego 1894 wieczorem dokonał kolejnego zamachu w kawiarni Terminus, zabijając jedną osobę i raniąc ok. 20. Henry, po pościgu, został schwytany przez policjanta. 
Zdobył sławę w czasie procesu swoimi odpowiedziami na zarzuty prokuratora, gdy twierdził, że w społeczeństwie nie ma ludzi niewinnych. Stwierdził, że kocha wszystkich na świecie za to, kim mogliby być, lecz nienawidzi ich za to, kim są. Oskarżał całe społeczeństwo, w szczególności polityków i warstwę zamożną, o korupcję i bogacenie się kosztem cudzej pracy. Zadeklarował również, że właśnie przemyślenia na ten temat uczyniły go anarchistą i że stało się to w 1891. 
27 kwietnia 1894 skazany na śmierć. Po usłyszeniu wyroku zawołał "Towarzysze, odwagi! Niech żyje anarchia!". Został stracony w Paryżu w następnym miesiącu.
Jego postać była jedną z inspiracji dla Emila Zoli przy pisaniu powieści Paryż, poświęconej fali zamachów anarchistycznych w stolicy Francji. Jego mowa obrończa przed sądem została wydana drukiem i wkrótce przetłumaczona na wiele języków, w tym również na język polski.